# Шабадабада
Шабадабада — студійний альбом українського рок-гурту Мертвий півень. Виданий 1998 року. Деякі пісні цього альбому були випущені гуртом раніше, зокрема «Поцілунок» та «Міський бог Ерос» (однойменний альбом), «Пісня 551» (альбом «Il Testamento»), «Б'ютіфул Карпати» (альбом «Ето»). Останній трек альбому — «Старенький трамвай» — є реміксом пісні гурту «Пікардійська терція» на слова О.Шевченка. В основу пісні «Реветастогне» покладений текст відомого віршу Т.Шевченка «Реве та стогне Дніпр широкий». 

## Список пісень
1. Шабадабада
2. Над морем
3. Пісня 551
4. Поцілунок
5. Карколомні перевтілення
6. Гобелен
7. Холодно
8. Б'ютіфул Карпати ’98
9. Квазіамор
10. Птахорізка
11. Літо буде ’98
12. Ластівки
13. Садок вишневий
14. Вона
15. Реветастогне
16. Міський бог Ерос
17. Старенький трамвай (харлей мікс)

## Визнання
2016 року київський журнал «Музика» (№4, с. 46) визнав альбом найкращим у літописі українського рок-н-ролу (спецпроєкт «Укротека»).